# حرائق الغابات الكندية 2023
بدءًا من مارس 2023، ومع زيادة الشدة بدءًا من يونيو، تأثرت كندا بسلسلة قياسية من حرائق الغابات. تأثرت جميع المقاطعات والأقاليم الثلاثة عشر، مع حرائق كبيرة في ألبرتا وكولومبيا البريطانية والأقاليم الشمالية الغربية ونوفا سكوشا وأونتاريو وكيبيك. كان موسم حرائق الغابات لعام 2023 هو الأكثر احتراقًا في تاريخ كندا المسجل، متجاوزًا مواسم حرائق 1989 و1995 و2014،وكذلك في تاريخ أمريكا الشمالية المسجل، متجاوزًا موسم حرائق الغابات في غرب الولايات المتحدة لعام 2020.
اعتبارًا من 6 أكتوبر، أحرق 6551 حريقًا مساحة 184961 كيلومترًا مربعًا (71414 ميلًا مربعًا)، أي حوالي 5% من إجمالي مساحة الغابات في كندا،وأكثر من ستة أضعاف المتوسط الطويل الأمد البالغ 27300 كيلومتر مربع (10541 ميلًا مربعًا) لذلك الوقت من العام. اعتبارًا من منتصف أكتوبر، كانت المساحة الإجمالية المحروقة أكثر من 2.5 ضعف الرقم القياسي السابق.قُتل ثمانية من رجال الإطفاء، ونزح ما بين 185000 إلى 232000 شخص،بما في ذلك 16400 في هاليفاكس عاصمة نوفا سكوشا، و21720 في يلونايف عاصمة الأقاليم الشمالية الغربية، وحوالي 30000 في كيلونا وغرب كيلونا في كولومبيا البريطانية.سافر آلاف من رجال الإطفاء الدوليين إلى كندا لمكافحة الحرائق.
تسبب الدخان المنبعث من حرائق الغابات في تنبيهات جودة الهواء وعمليات الإخلاء في كندا والولايات المتحدة.في أواخر يونيو، عبر الدخان المحيط الأطلسي، ووصل إلى أوروبا. تم السيطرة على العديد من أكبر الحرائق بحلول شهر يوليو، بما في ذلك الحرائق التي تسببت في تسرب الدخان إلى الساحل الشرقي. ومع ذلك، استمرت الحرائق الكبيرة حتى وقت متأخر من موسم الخريف، حيث اندلعت العديد من الحرائق الكبرى في سبتمبر.استمرت أيضًا ظروف الجفاف المتوسطة إلى الشديدة من كولومبيا البريطانية إلى شمال أونتاريو حتى الخريف. على الرغم من إخماد معظم الحرائق بحلول فصل الشتاء، إلا أن بعضها في شمال ألبرتا وكولومبيا البريطانية استمر في الاشتعال في الخث، وأعيد اشتعالها في فبراير التالي وبدأت حرائق عام 2024.

## الخلفية
لقد تغيرت وتيرة وشدة وتوقيت حرائق الغابات في كندا بمرور الوقت. بشكل عام، منذ سبعينيات وثمانينيات القرن العشرين، انخفض العدد السنوي الإجمالي لحرائق الغابات ولكن المساحة المحروقة في كندا زادت.منذ عام 1959، زاد عدد الحرائق الكبيرة التي تزيد مساحتها عن 200 هكتار (490 فدانًا) وأصبح متوسط موسم الحرائق أطول بحوالي أسبوعين.في كندا، يبدأ موسم حرائق الغابات عادةً في شهر مايو. تمت مقارنة حرائق عام 2023 بحرائق فورت ماكموري عام 2016 وحريق ليتون عام 2021. كان موسم حرائق عام 2023 مدفوعًا بشكل أساسي بتغير المناخ الناجم عن أنشطة الإنسان. لقد أدى تغير المناخ إلى جعل الطقس أكثر دفئًا وجفافًا، مما زاد من خطر حرائق الغابات حيث أن الغطاء النباتي أكثر قابلية للاشتعال في ظل هذه الظروف. في غرب كندا، استمر الجفاف من عام 2022، جنبًا إلى جنب مع انخفاض الغطاء الثلجي الشتوي، مما أدى إلى جفاف التربة؛ على النقيض من ذلك، شهدت نوفا سكوشا وكيبيك مستويات طبيعية من رطوبة التربة ولكن درجات الحرارة المرتفعة والجفاف السريع تسبب في جفاف مفاجئ. كانت درجات الحرارة في كندا من مايو إلى أكتوبر أعلى بمقدار 2.2 درجة مئوية (4 درجات فهرنهايت) من متوسط 1991-2020. في أعقاب حرائق الغابات في كيبيك، أظهر تحليل أجرته World Weather Attribution أنه في كيبيك، بسبب تغير المناخ، من المرجح أن يحدث طقس الحرائق مرتين وأكثر كثافة بنسبة 20٪. أدت موجة الحر في غرب أمريكا الشمالية عام 2023 إلى تفاقم حرائق الغابات في ألبرتا.
ما يقرب من نصف حرائق الغابات في كندا ناجمة عن البرق؛ بسبب تغير المناخ، تحدث حرائق ناجمة عن البرق بشكل متكرر، ومن المتوقع أن تتضاعف ضربات البرق بحلول نهاية القرن. من حيث مساحة حرائق الغابات، تمثل الحرائق الناجمة عن الصواعق حوالي 85٪ من الأراضي المحروقة. غالبًا ما تحدث الحرائق الناجمة عن الصواعق في مجموعات في مواقع نائية.[النصف الآخر من حرائق الغابات في كندا ناجم عن الإنسان، وغالبًا ما تشتعل عن غير قصد بسبب أشياء مثل أعقاب السجائر الملقاة، ونيران المخيمات المشتعلة المهجورة، والشرارات الناتجة عن كبح القطارات، والمركبات على الطرق الوعرة، وأنشطة تطهير الأراضي. في حين اكتسبت الادعاءات الكاذبة بالحرق العمد زخمًا على وسائل التواصل الاجتماعي، فإن الحرق العمد هو عمومًا سبب ثانوي لحرائق الغابات في كندا. كما تعد إدارة الغابات عاملاً في حرائق الغابات. نظرًا لأن إدارة الغابات في كندا ركزت على قمع الحرائق، فقد تراكمت النباتات الجافة على أرض الغابة. توقفت كندا عمومًا عن إجراء عمليات حرق محكومة، مما يساعد في تقليل مخاطر الحرائق الأكبر والأكثر خطورة. من الصعب الحصول على إذن للحرق المتحكم فيه، وخاصة بالنسبة للمجموعات الأصلية التي قامت بذلك تاريخيًا وتتأثر بشكل غير متناسب بحرائق الغابات. تفتقر كندا إلى خدمة إطفاء حرائق وطنية، والموارد المحلية مرهقة بسبب تخفيضات الميزانية.
أدت الرياح من جبهة باردة عابرة خلال أسبوع 18 مايو إلى تفاقم خطر الحرائق.قال وزير السلامة العامة الكندي بيل بلير: "هذه الظروف، في هذا الوقت المبكر من الموسم، غير مسبوقة. وبسبب تغير المناخ، قد تستمر أحداث الطقس المتطرفة المماثلة في الزيادة من حيث التكرار والشدة في جميع أنحاء بلدنا".

## معرض الصور

كانت المساحة المحروقة في عام 2023 أكثر من ضعف المساحة المحروقة في أي عام منذ عام .1983 وخلصت دراسة نشرت في مجلة نيتشر إلى أن حرائق الغابات الكندية في الفترة من يونيو إلى سبتمبر 2023 تسببت في انبعاثات كربونية تجاوزت انبعاثات الوقود الأحفوري السنوية لجميع الدول باستثناء الهند والصين والولايات المتحدة.

### ألبرتا

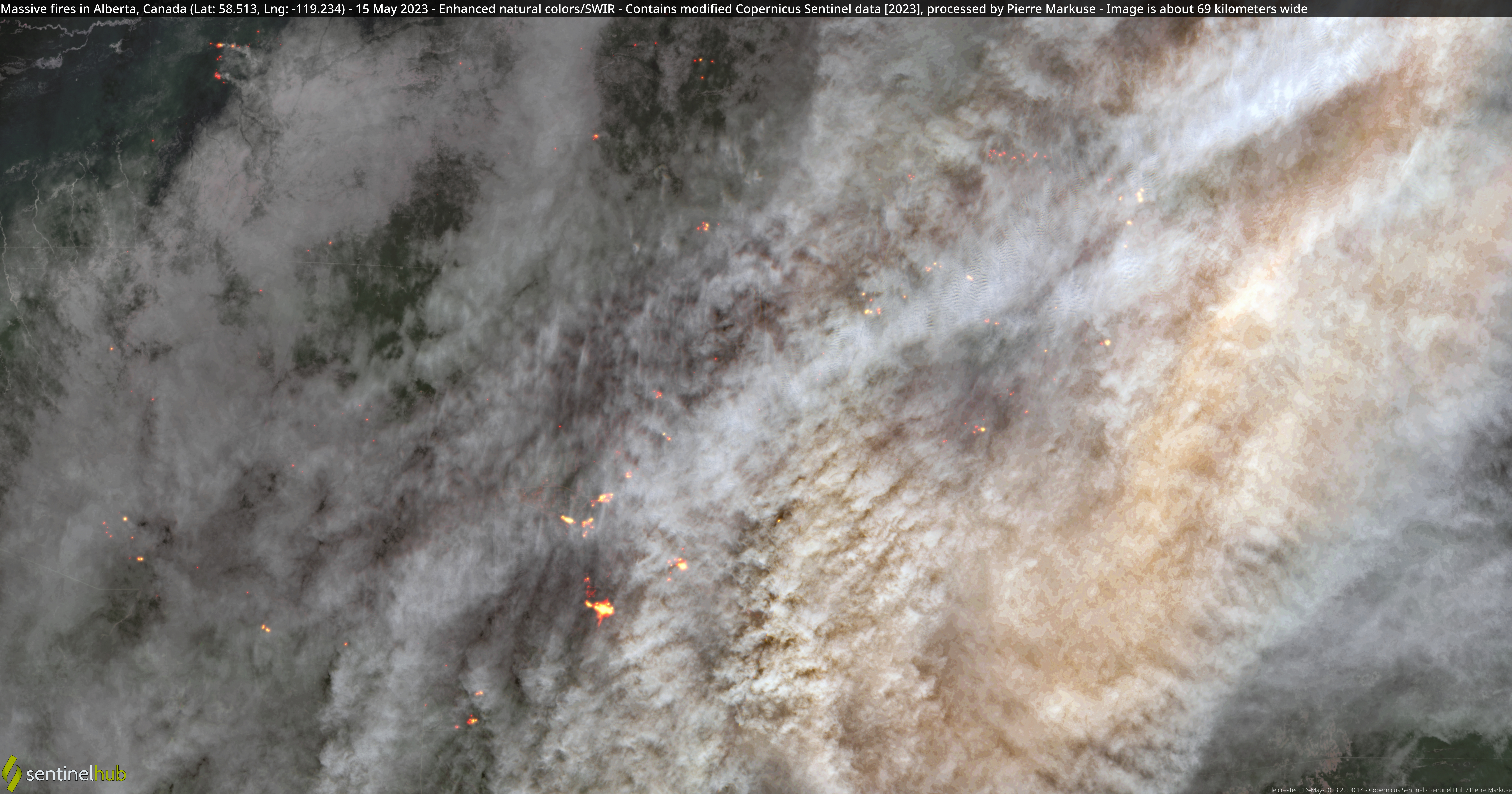
ألبرتا مغطاة بدخان حرائق الغابات (مايو 2023).

### كولومبيا البريطانية

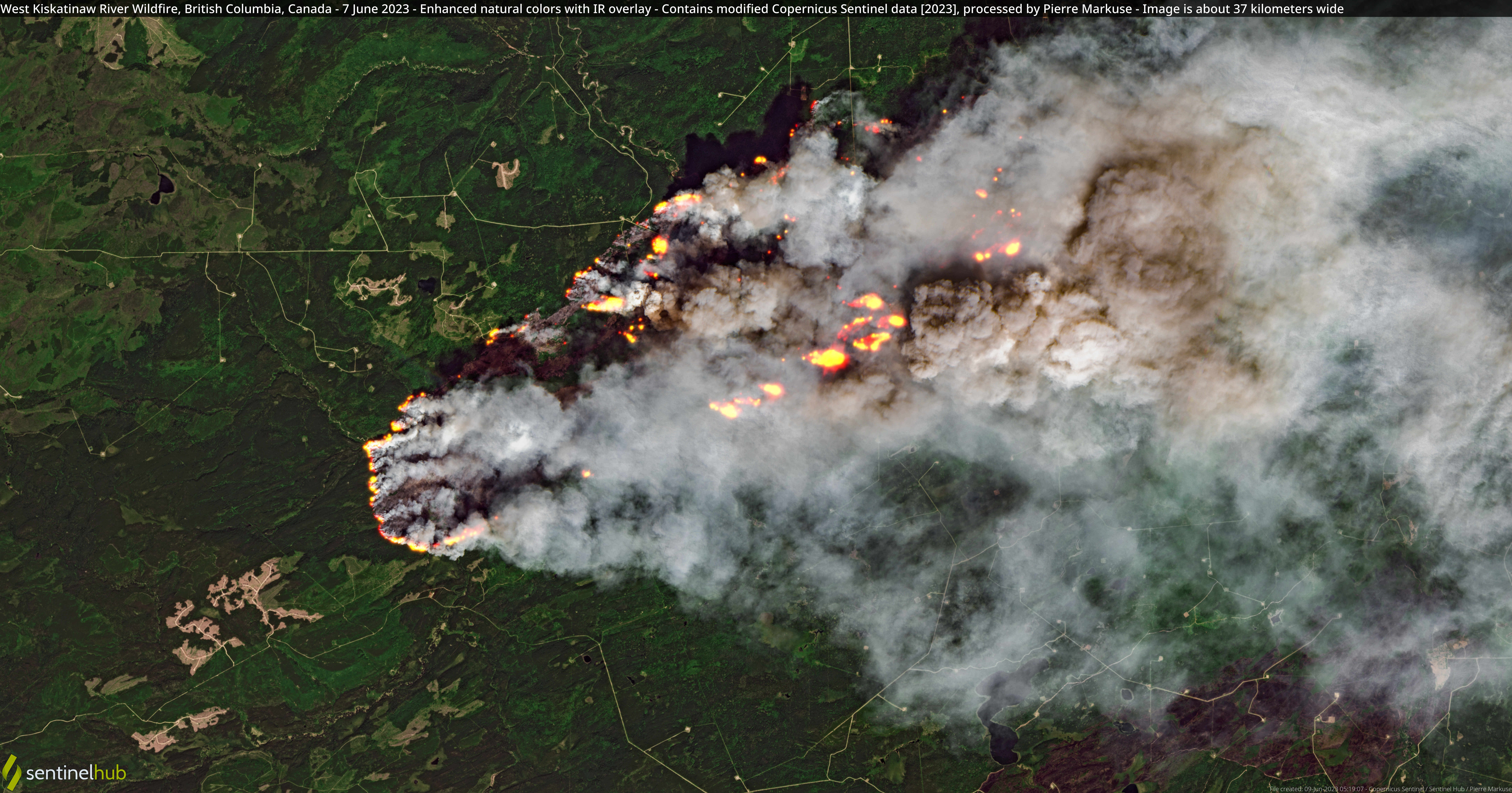
حرائق الغابات في نهر كيسكاتيناو في كولومبيا البريطانية (يونيو 2023).

### أونتاريو

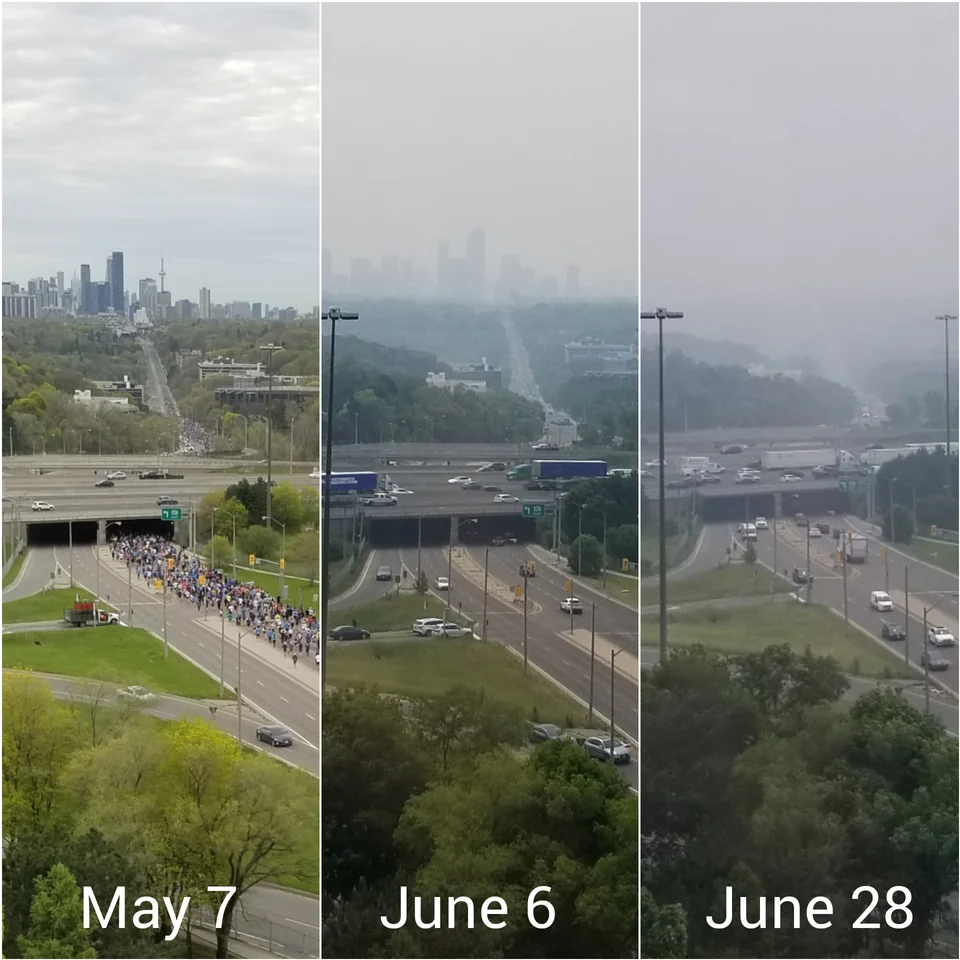
مقارنة الدخان فوق تورنتو خلال شهري مايو ويونيو.

### كيبيك

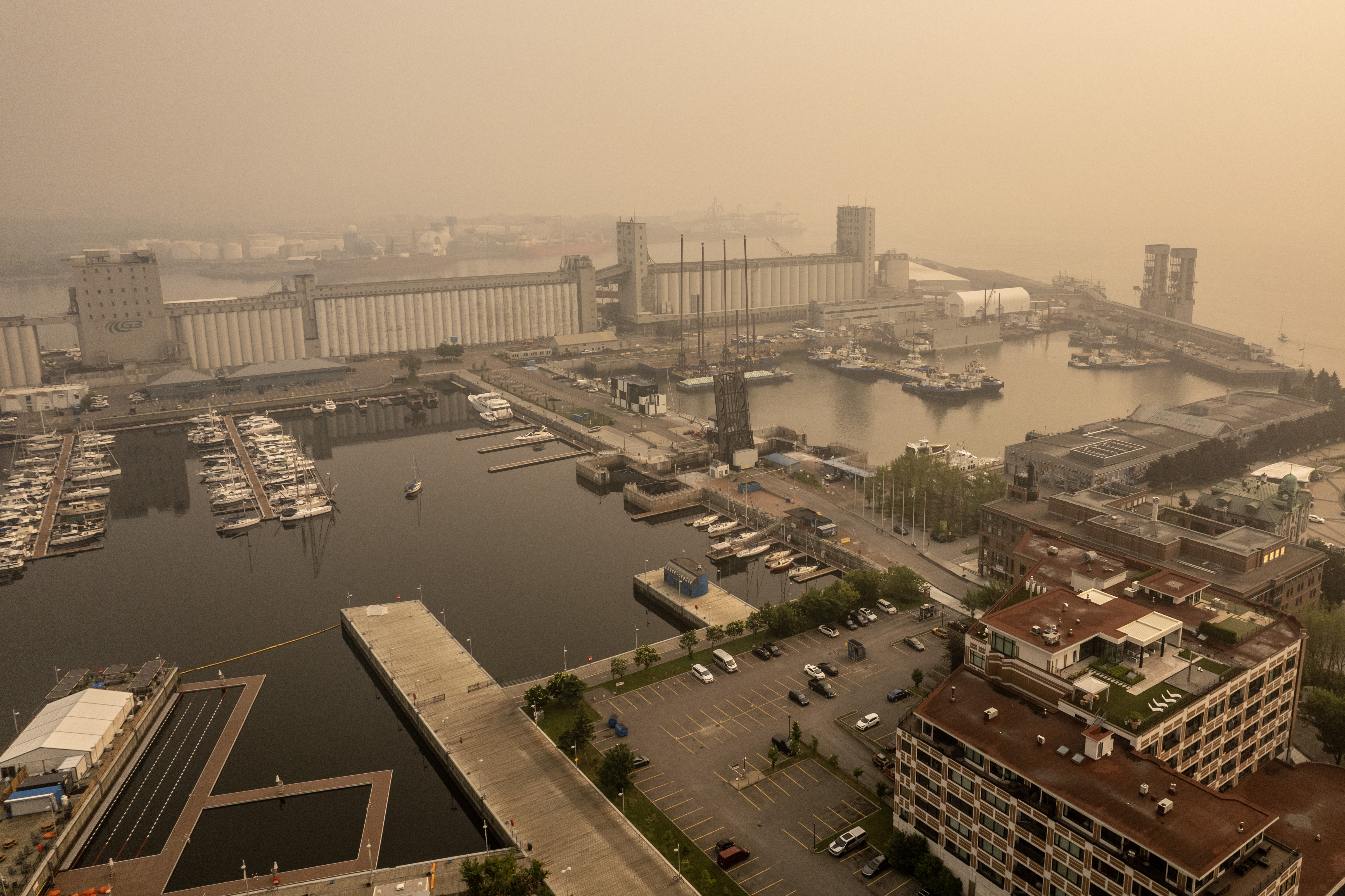
مدينة كيبيك القديمة مغطاة بدخان حرائق الغابات (يونيو 2023).

### ساسكاتشوان

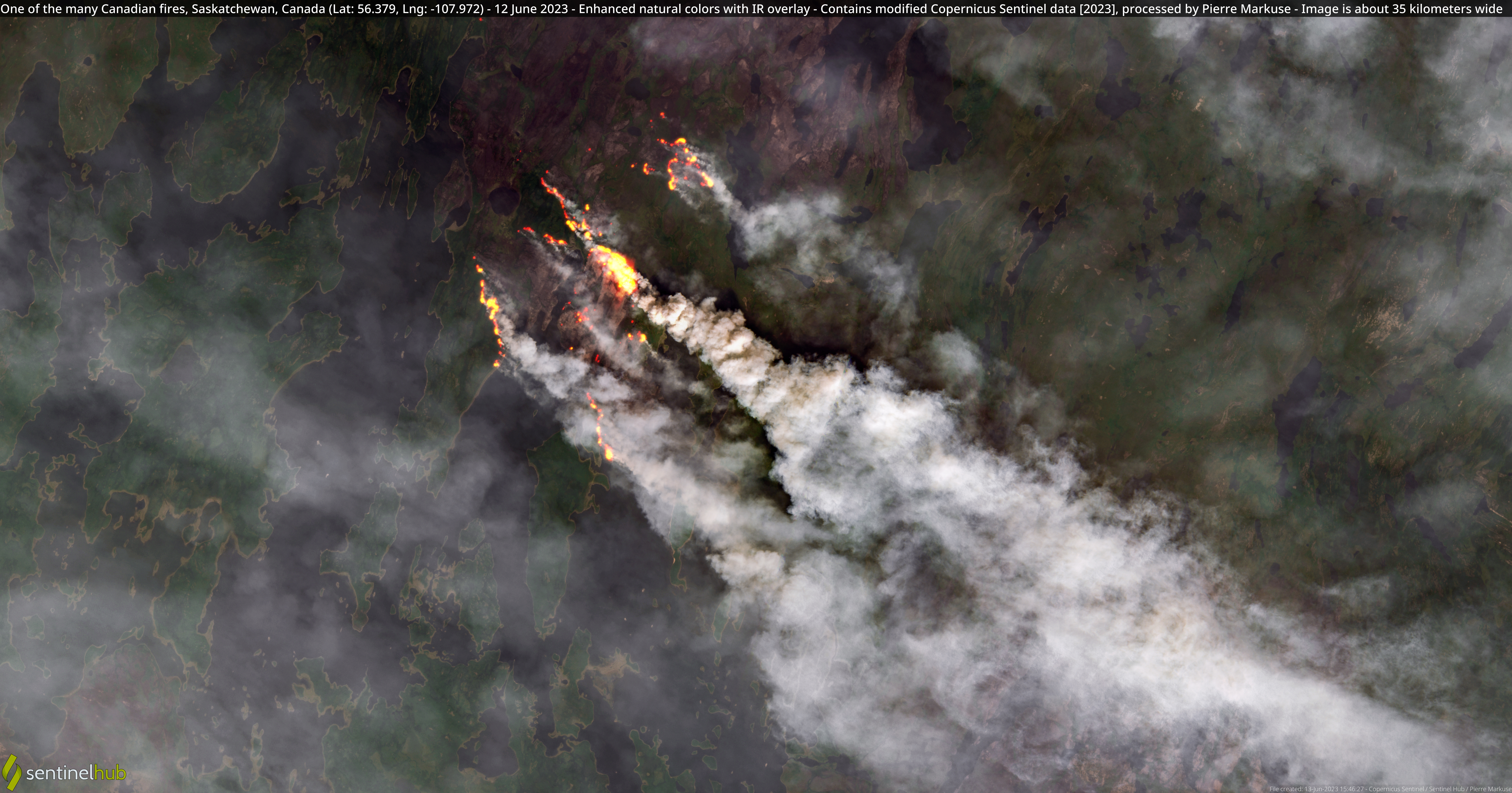
حرائق الغابات في ساسكاتشوان (يونيو 2023).